# باس كاراكوت (نيو برونزويك)
باس كاراكوت (بالإنجليزية: Bas-Caraquet, New Brunswick)‏ هي قرية تقع في كندا في نيو برونزويك. يقدر عدد سكانها بـ 1,380 نسمة ومساحتها 31.00 كم2 .